# Grivița (Ialomița)
Griviţa is een Roemeense gemeente in het district Ialomița.
Griviţa telt 3304 inwoners.